# Litiges territoriaux roumano-ukrainiens
Les litiges territoriaux roumano-ukrainiens sont l'héritage, depuis 1991 (indépendance de l'Ukraine) des litiges territoriaux russo-roumains, puis soviéto-roumains. Depuis le traité frontalier roumano-ukrainien de Constanța signé le 2 juin 1997, et depuis l'arrêt (répartissant la zone économique exclusive au large) rendu par la Cour internationale de justice le 3 février 2009, ils concernent seulement l'îlot Maican sur le bras de Chilia du Danube, et le golfe de Musura entre l'embouchure de ce même bras et celle du bras de Sulina.

## Contexte initial

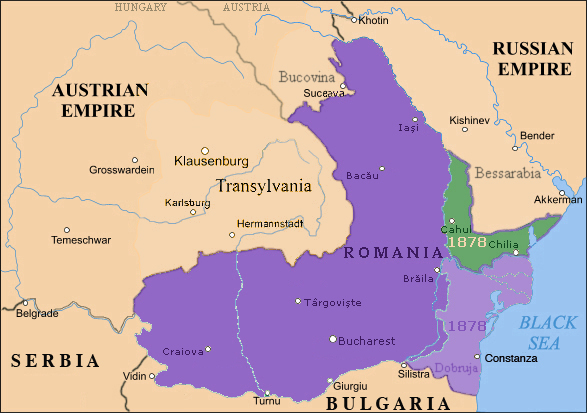
En vert, le territoire bessarabien récupéré par la Moldavie en 1856 et cédé par la Roumanie à l'Empire russe en 1878, en échange de la Dobrogée jusque-là ottomane.

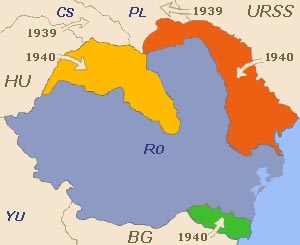
Les territoires perdus par la Roumanie en 1940 : en rouge, celui cédé à l'URSS.

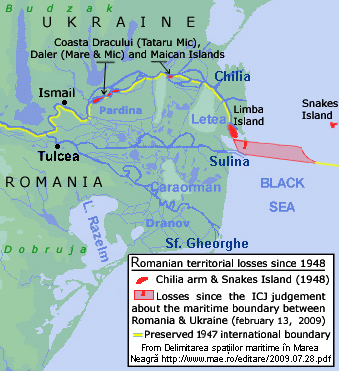
En rouge (îles) et rose (eaux), les territoires perdus par la Roumanie depuis 1948.

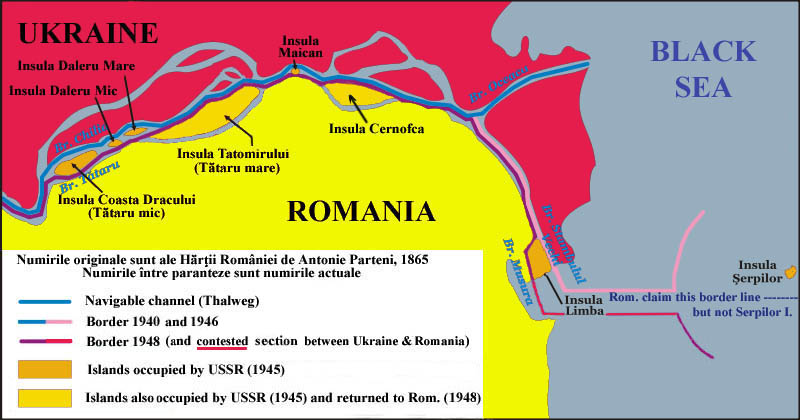
La frontière internationale reconnue en 1940 et 1947 (violet), et les îles en litige de 1948 à 2007.

Les litiges territoriaux et maritimes russo-roumains et soviéto-roumains commencent en 1812 par le traité de Bucarest qui consacre l'annexion par la Russie de la Moldavie orientale, appelée depuis lors Bessarabie. Négociée entre le représentant russe (le français Alexandre Louis Langeron) et le représentant ottoman (le phanariote Démètre Mourousi), cette annexion n'est pas reconnue par le hospodar moldave Veniamin Costache et son conseil, qui protestent avec véhémence en arguant que le traité moldo-ottoman rendant la Moldavie tributaire de l'Empire ottoman, stipulait aussi l'intégrité du territoire moldave. La Moldavie obtient partiellement satisfaction en 1856, après la guerre de Crimée : les rivages bessarabiens du Danube et de la mer Noire lui sont restitués.
Lors de la constitution de la Roumanie en 1859 par l'union entre la Moldavie et la Valachie, le nouvel état, encore vassal des Ottomans, reprendra à son compte les revendications moldaves sur l'ensemble de la Bessarabie. Mais lors de la guerre russo-turque de 1877-1878, lorsque son indépendance fut internationalement reconnue, la Roumanie non seulement n'obtînt pas satisfaction, mais dut rendre à la Russie les rivages bessarabiens du Danube et de la mer Noire, que la Moldavie avait obtenus en 1856. En revanche, la Roumanie se vit attribuer, aux dépens de l'Empire ottoman (qui possédait ce territoire depuis 1422) les deux tiers nord de la Dobrogée, avec l'Île des Serpents. 
En 1917, la Bessarabie se constitue en République démocratique moldave, proclame son indépendance vis-à-vis de la Russie, puis en 1918 son union à la Roumanie. Les revendications s'inversent : c'est désormais l'URSS, constituée en 1922, qui réclame la Bessarabie à la Roumanie. L'URSS obtient satisfaction en 1940 grâce au pacte Hitler-Staline : elle n'annexa pas seulement la Bessarabie, mais aussi des territoires qui n'avaient jamais été russes : le nord de la Bucovine et l'arrondissement de Herța en Moldavie occidentale. Elle les perd à nouveau en 1941, lorsque la Roumanie, devenue un état fantoche dirigé par le régime Antonescu, allié d'Hitler, participe à l'opération Barbarossa, mais les regagne en août 1944 lorsque la Roumanie rejoint les Alliés. En 1946, au traité de paix de Paris, la Roumanie, alors occupée par l'URSS, renonce à toute revendication territoriale et reconnaît ses nouvelles frontières.

## Contexte moderne
En dehors des frontières fixées et réciproquement reconnues l’été 1940 et en 1947 à la conférence de paix de Paris, l’URSS profite de son statut de puissance occupante pour annexer d’autres petits territoires roumains, alors qu’entre-temps la Roumanie était devenue un état communiste et un allié de l'URSS. Il s’agit de six îles dont cinq se trouvent sur le bras de Chilia du Danube (Dalerul mare, Dalerul mic, Coasta-Dracului dite aussi Tataru Mic, l’îlot Maican, et l’île Limba à l’embouchure, soit 23,5 km2), la sixième étant l’île des Serpents, d’une superficie de 0,17 km, à 44 kilomètres au large, en mer Noire, avec ses eaux territoriales.
En fait, l’URSS avait déjà occupé ces îles le 17 octobre 1940, en sus des délimitations alors définies le 28 juin 1940. Le 12 janvier 1941 les Soviétiques présentèrent un ultimatum demandant à la Roumanie de leur céder le delta du Danube. Ils tentèrent de s’emparer du port de Galați qu’un mouilleur de mines soviétique bloqua, mais cette fois la marine fluviale roumaine répliqua, tuant 26 soviétiques et perdant elle-même 85 marins. Sur un rappel à l’ordre de leur allié allemand, les soviétiques retirèrent leur ultimatum et évacuèrent les six îles,.
En revanche, un « protocole spécial » (qui n’a jamais été ratifié par les deux pays) enregistre le 4 février 1948 l’occupation soviétique des six îles de la jeune République populaire roumaine désormais dépourvue de tout protecteur occidental, sans préciser si c’est à titre temporaire ou définitif. Depuis lors, le tracé de la frontière roumano-soviétique de facto se trouve en plusieurs points au Sud de celui de jure fixé l’année précédente au traité de paix de Paris. Ce sont les territoires situés entre ces deux tracés qui sont « hérités » en 1991 par l’Ukraine. La délimitation des eaux territoriales soviétiques et roumaines au large, en mer Noire, n’ayant jamais été faite, cette question entre à son tour en litige.

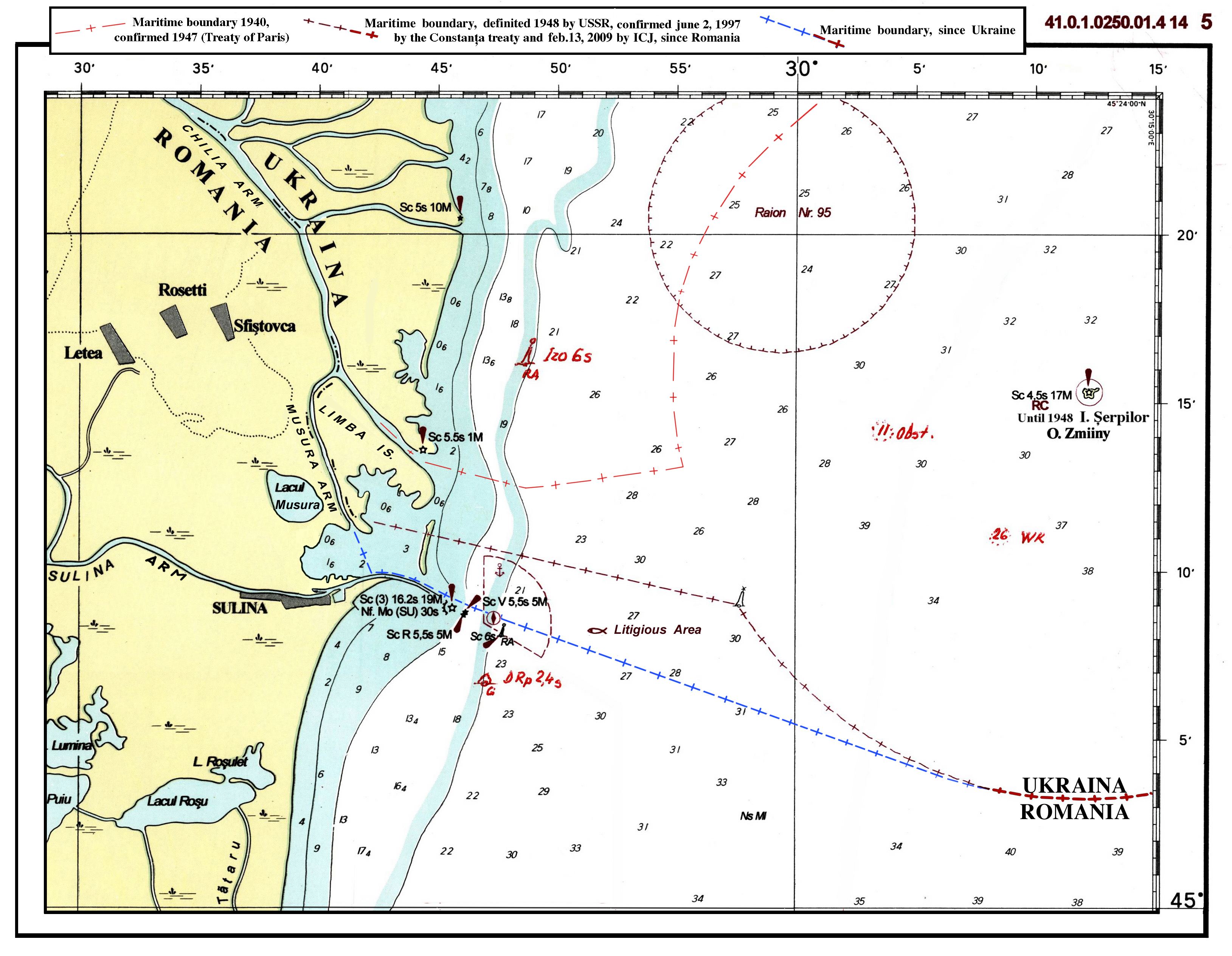
La frontière maritime en litige entre la Roumanie et l'Ukraine devant le golfe de Musura depuis 2010.

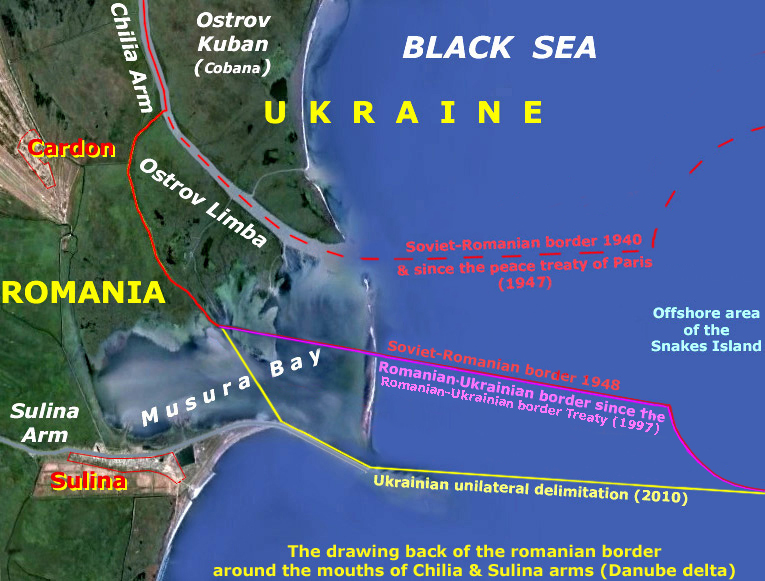
Le golfe litigieux de Musura et ses alentours en 2013.

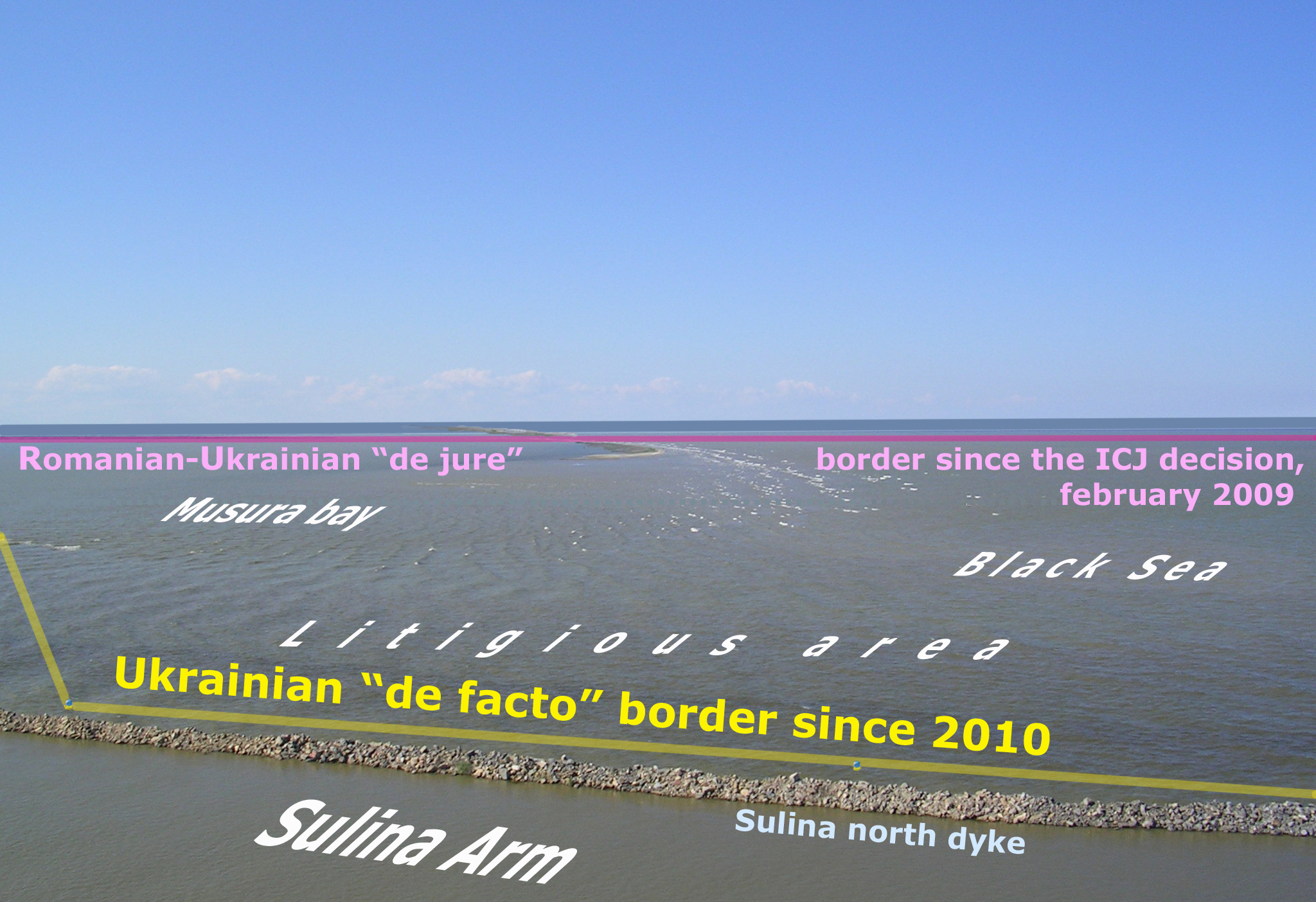
Les eaux en litige du golfe de Musura, vues d'hélicoptère par-dessus la digue nord du port roumain de Sulina.

À l’époque soviétique, ce litige a donné lieu à plusieurs rounds de négociations soviéto-roumaines, qui n’ont jamais abouti, en 1967, 1975, 1976, 1978, 1980, 1986 et 1987.

## Litige roumano-ukrainien
Avec la chute des régimes communistes en Europe et l’indépendance de l’Ukraine en 1991, c’est désormais à cette dernière, alors pro-russe, que la Roumanie réclame la restitution des six îles. En 1997, l’OTAN fait pression sur la Roumanie, qui désirait rejoindre l’organisation, pour régler son différend frontalier avec l’Ukraine en renonçant à ses revendications sur les six îles et en partageant moitié-moitié avec l’Ukraine les eaux territoriales de l’île des Serpents, riches en gaz et pétrole. Compte tenu de la disproportion des forces, et sur la base juridique du principe uti possidetis, ita possideatis : « Vous aurez ce que vous possédez », le traité frontalier roumano-ukrainien de Constanța, signé le 2 juin 1997 sous l’égide de l’OTAN, n’a fait qu’entériner de jure la situation de facto, à l’exception de l’îlot Maican près de Chilia (qui se trouve presque au contact de la rive roumaine), du golfe de Musura et des eaux territoriales de l’île des Serpents (qui n’avaient jamais été délimitées).
En 2004, l’Ukraine, encore pro-russe, a unilatéralement inauguré des travaux sur le canal de Bystroe dans sa partie du Delta, pour créer une voie navigable entre la mer Noire et la lagune de Conduc (Sasyskyi lyman). Ce projet a été vivement critiqué par des nombreuses organisations écologistes internationales en raison de ses impacts environnementaux. L’Union européenne a encouragé l'Ukraine à abandonner ce projet, car dommageable pour les écosystèmes locaux et environnant le delta. Mais ce canal a été achevé le 14 mai 2007. La Roumanie a alors porté les points du litige (îlot Maican près de Chilia, et eaux territoriales de l'île des Serpents et de l'embouchure du bras de Sulina) devant la Cour internationale de justice de La Haye. 

La délimitation maritime du 3 février 2009 : en bleu les revendications ukrainiennes, en rouge les roumaines, en violet l'arrêt rendu par la CIJ.

## Litige maritime
Le litige maritime portait sur le plateau continental autour et au sud de l'Île des Serpents, recelant 100 milliards de mètres cubes de gaz et des gisements d'hydrocarbures. Devant la Cour internationale de justice, saisie par la Roumanie en août 2004, l'Ukraine fixa ses revendications très à l'ouest, bien plus près des côtes roumaines que des siennes, portant la surface en litige à 12 200 km2, tandis que la partie roumaine plaida que l'application des conventions soviéto-roumaines délimitant la frontière s'est faite sur le terrain en dépit du Traité de Paix, l'URSS occupant indûment les six îles litigieuses, et la frontière restant floue au sud de l'île des Serpents.
Même si les îles étaient attribuées à l'Ukraine par le traité de Constanța du 2 juin 1997, la Roumanie réclama les eaux territoriales de l'île des Serpents, en soutenant que l'île, n'ayant ni eau potable, ni sol fertile, est un simple îlot (superficie de 0,17 km2) ne donnant pas à l'Ukraine droit à une zone économique exclusive. La partie ukrainienne soutint qu'il s'agit d'une véritable île et elle y mit les moyens (transport de plusieurs dizaines de tonnes de sol fertile, plantation d'arbres, installation sur place des familles des gardes-frontières, avec un bureau de poste et une agence bancaire, rotation d'hélicoptères pour amener de l'eau, construction d'une citerne).
À partir du 2 septembre 2008, l'Ukraine et la Roumanie présentent leurs argumentaires devant la Cour internationale de justice de La Haye. Les compagnies pétrolières British Petroleum (BP) et Shell signent des contrats de prospection avec l'Ukraine, tandis que Total mise sur la Roumanie. L'autrichien ÖMV (propriétaire de Petrom, la plus importante compagnie pétrolière roumaine) joue sur les deux tableaux en signant avec le consortium de Naftogaz Ukraine un contrat pour concourir ensemble à la mise aux enchères des concessions dans toute la zone en litige.
Par l'arrêt de la Cour internationale de justice (CIJ) du 3 février 2009, cinq des six îles revendiquées par la Roumanie (dont celle des Serpents en mer Noire) demeurent définitivement ukrainiennes, tandis que les eaux autour de l'île des Serpents sont partagées : la Roumanie se voit attribuer 9 700 km2 d'une profondeur moyenne de 80 m, l'Ukraine 2 500 km2 avec une profondeur moyenne de 35 m : la frontière maritime est donc désormais délimitée,. La ligne fixée par la CIJ se situe à équidistance des côtes roumaines et ukrainiennes, et c'est seulement parce que la revendication ukrainienne allait plus près des côtes roumaines que des siennes, que la surface attribuée à la Roumanie est plus grande. La presse roumaine crie victoire, sans réaliser que la profondeur moyenne des eaux attribuées à l'Ukraine est de 35 m, et celle des eaux attribuées à la Roumanie de 80 m, ce qui rend les installations d'extraction plus coûteuses.

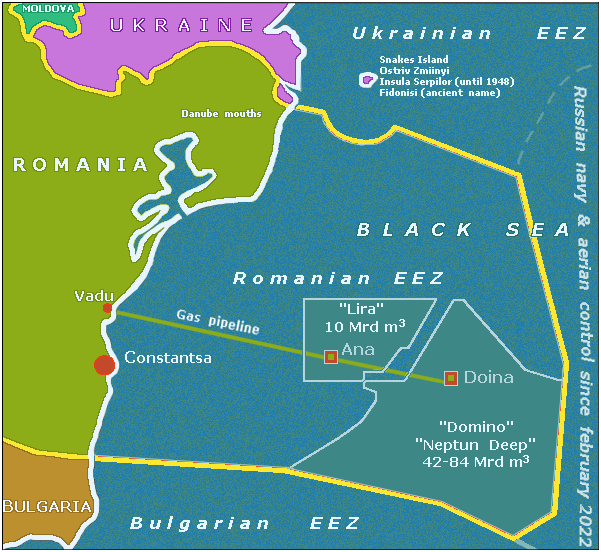
La Roumanie exploite des gisements de gaz naturel off-shore dans sa zone économique exclusive, dans une région impactée par l'invasion de l'Ukraine par la Russie de 2022, notamment lors de la bataille de l'île des Serpents (2022).

## Litige résiduel depuis 2009
Cinq des six îles en question sont définitivement attribuées à l'Ukraine, l'îlot Maican étant ukrainien de facto : restent en litige cet îlot du bras de Chilia, et les eaux situées entre les embouchures des bras danubiens de Chilia et de Sulina (golfe de Musura). Pour ces territoires, la Roumanie se réfère au traité de paix de Paris de 1947 et au traité frontalier bilatéral de Constanța de 1997 selon lequel la frontière est à équidistance des débouchés actuels des bras de Chilia et de Sulina, alors que l'Ukraine, se référant au protocole spécial de 1948 entre la Roumanie et l'URSS, et au principe uti possidetis, ita possideatis, a posé ses balises-frontières le long de la digue nord du port de Sulina, bien au sud de la frontière de jure située, elle, à équidistance des bouches des bras de Chilia et de Sulina. Cette action a créé une frontière de facto transférant à l'Ukraine plusieurs kilomètres carrés d'eaux territoriales roumaines. La marine roumaine a fini par enlever les balises ukrainiennes, mais les cartes des deux pays continuent à donner deux versions divergentes du tracé de leur frontière commune à l'embouchure de Musura.